# Rovné (Svidník)
|  | Per a altres significats, vegeu «Rovné». |

Rovné és un poble i municipi d'Eslovàquia. Es troba a la regió de Prešov, al nord del país.

## Història
La primera referència escrita de la vila data del 1414.

## Demografia
| Godina             | 1994 | 2004   | 2014   | 2024   |
| ------------------ | ---- | ------ | ------ | ------ |
| Nombre de persones | 513  | 506    | 491    | 456    |
| Diferència         |      | −1,36% | −2,96% | −7,12% |

| Godina             | 2023 | 2024   |
| ------------------ | ---- | ------ |
| Nombre de persones | 453  | 456    |
| Diferència         |      | +0,66% |